# Wilhelm Heinrich Kewenig
Wilhelm Heinrich Kewenig (* 19. Januar 1818 in Saarbrücken; † 16. September 1889 in Trier) war ein Landgerichtspräsident und Mitglied des Preußischen Abgeordnetenhauses.

## Leben
Kewenig war der Sohn eines Bauinspektors. Er besuchte das Königliche Gymnasium zu Trier, das von Johann Hugo Wyttenbach geleitet wurde. Im September 1834 erhielt er sein Zeugnis der Reife. Im Wintersemester 1834/35 immatrikulierte er sich an der Friedrich-Wilhelms-Universität in Bonn im Fach Rechtswissenschaften.
Im Wintersemester 1835/36 wohnte er gemeinsam mit seinen ehemaligen Mitschülern Christian Hermann Wienenbrügge und  Karl Marx in der „Joseph-Straße 764“ (heute Joseph-Straße  29/31). Im Sommersemester 1836 belegte er gemeinsam mit Karl Marx die Vorlesung „Europäisches Völkerrecht“ bei Eduard Puggé. Er belegte auch eine Vorlesung bei August Wilhelm Schlegel.
1847 wurde er als Staatsprokurator beim Landgericht Trier angestellt. Später war er Oberprokurator am Landgericht Aachen. 1864 wurde er zum Kammerpräsidenten beim Landgericht Trier ernannt.
Die Katholischen stellten Kewenig zur Wahl in der V. Wahlperiode des Preußischen Abgeordnetenhauses im Wahlkreis Wittlich-Berncastel des Preußischen Abgeordnetenhauses auf. Der Regierungspräsident von Trier Wilhelm Sebaldt war darüber erbost, weil Kewenig nicht die Konservativen unterstützte.
Zum 1. Oktober 1879 wurde der Landgerichtsbezirk Saarbrücken im Oberlandesgerichtsbezirk Köln mit den Amtsgerichten Baumholder, Birkenfeld, Grumbach, Lebach, Neunkirchen, Ottweiler, Saarbrücken, Saarlouis, Sankt Wendel, Sulzbach, Tholey und Völklingen gebildet. Der erste Landgerichtspräsident beim Landgericht Saarbrücken wurde Wilhelm Heinrich Kewenig. 1888, mit siebzig Jahren pensionierte man ihn. Am 16. September 1889 verstarb Kewenig in Trier.
Sein Bruder war Alexander Kewenig (Notar und Justizrat). Er erhielt sein Abitur in Trier 1840 und starb dort 1898.